# واتنغية
الواتنغية (الاسم العلمي:†Watongia) هي جنس منقرض من الحيوانات تتبع فصيلة ورلية العيون من رتبة البليكوصوريات.

## أنواع الواتنغية
- واتنغية مايرية